# Парк культуры и отдыха (Орёл)
Не знаю, есть ли ещё где в провинции такое любопытное место, как наш городской сад, он принадлежность только одного Орла. Бывал я в разных городах, но подобного учреждения не встречал.
Парк культуры и отдыха — центральный городской парк для отдыха и праздничных мероприятий.

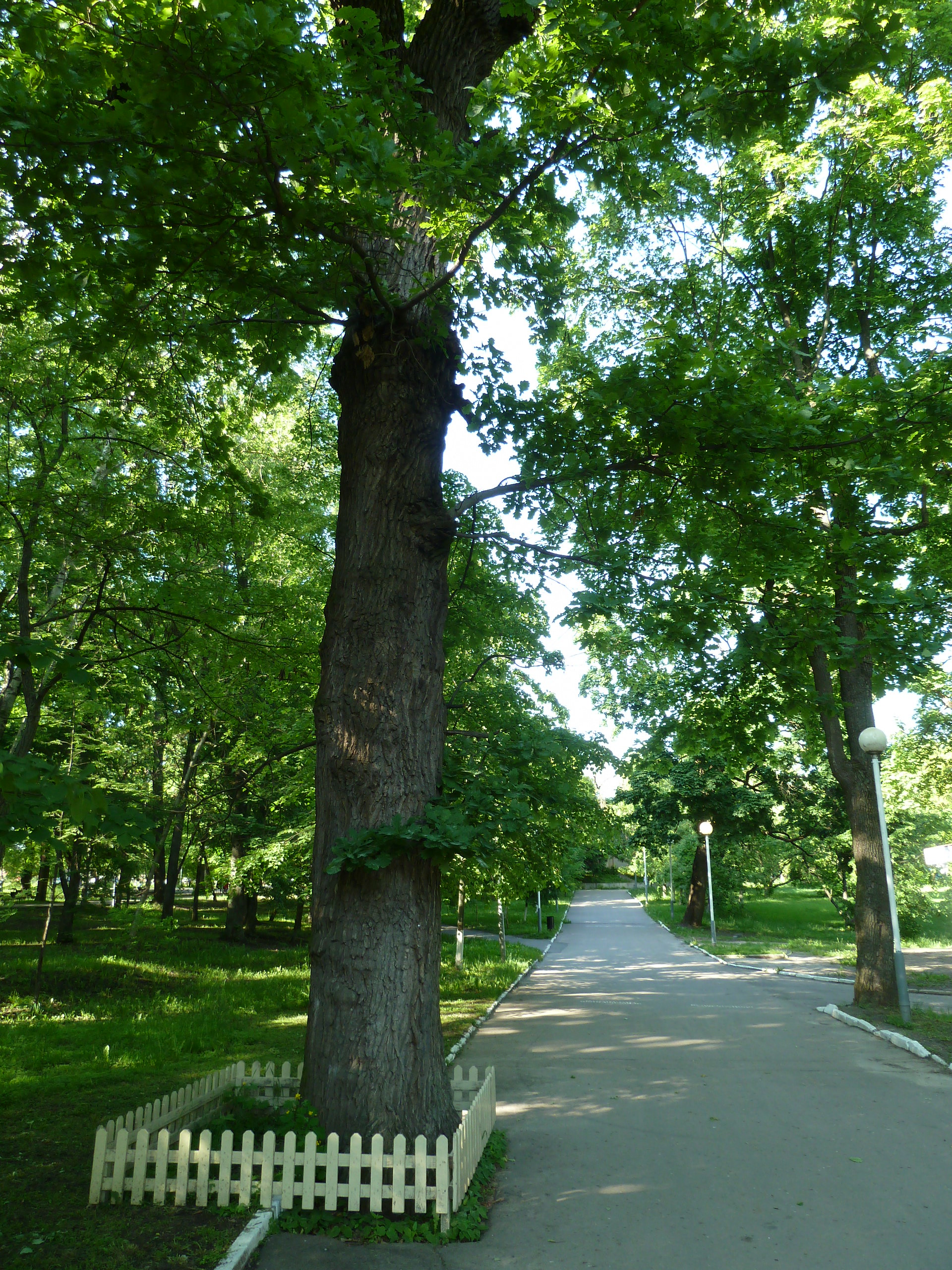
«Долгожитель» парка

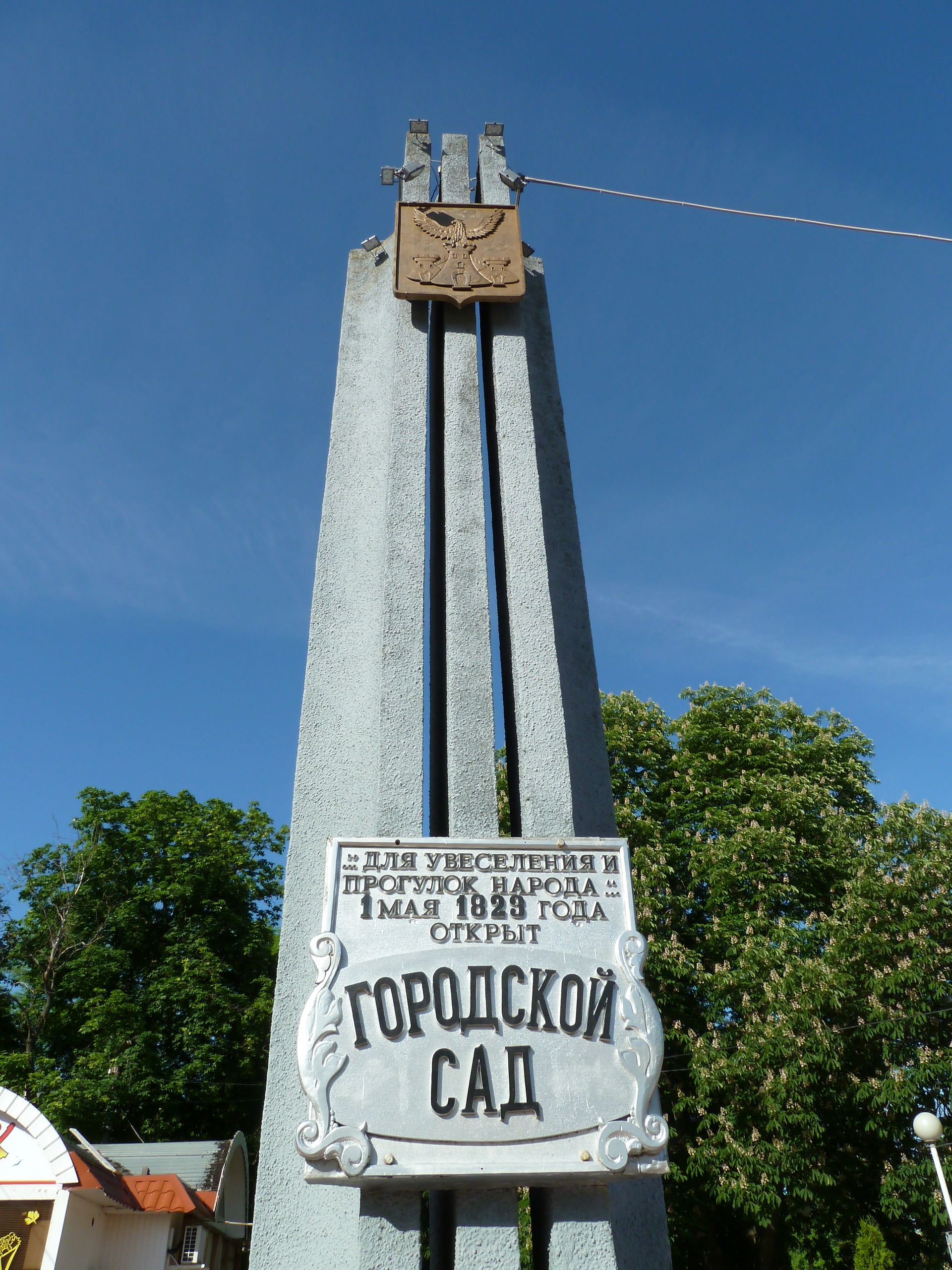
В честь открытия сада

О создании и истории Центрального парка Культуры и Отдыха (Орловского городского сада) известно довольно точно благодаря сохранившимся документам и книгам. Сохранилась брошюра Дмитрия Добрынина (секретаря городской думы) «Орловский городской публичный Шредерский сад и его история», изданная в 1860 году и книга историка-краеведа Г. М. Пясецкого «Исторические очерки города Орла».

## История

### Создание сада
Парк «для увеселения и прогулок народа» был заложен в октябре 1822 года на высоком левом берегу реки Оки по инициативе Орловского гражданского губернатора Николая Ивановича Шредера. Место выбрали удачно — удобное и живописное. Рядом размещался административный корпус, напротив сада — двухэтажное здание присутственных мест, поблизости возвышался Петропавловский собор (на месте библиотеки им. Бунина) и кирпичный двухэтажный дом орловских губернаторов (сохранился с надстройкой третьего этажа по ул. Горького, 45). В 1823 году недалеко от входа в сад построили здание Дворянского собрания (сегодня здесь стоит здание драмтеатра им. И. С. Тургенева). Сохранилась часть бульвара, заложенного в 1819 году, от дома Дворянского собрания до сада. На другом берегу Оки (сегодня Набережная Дубровинского) тогда ещё была пристань.
С начала октября и до начала зимы, на территории отведённой под сад, было высажено 4700 различных пород деревьев и кустарников. Весной работы по разбивке сада продолжились и за апрель высадили ещё 7000 деревьев. Из деревьев посадили тополь, вяз, сосну, берёзу, клён, ясень, рябину; из кустарников — черёмуху, бузину, акацию, крушину, тёрн, орешник, волчьи ягоды, жимолость, бересклет, вишенник. Приводились в порядок два глубоких рва. Их расчистили и по склонам посадили деревья и кустарники. Через рвы построили мосты, а сад огородили деревянной изгородью. В настоящее время (2016 год) один овраг полностью засыпан, а по второму устроена бетонная лестница, поднимающаяся от пляжа на берегу Оки к центру парка. Работа по озеленению выполнялась под руководством садовника Петра Сергеевича Шушпанова.

### «Сад открыт для всех»
Торжественное открытие Публичного сада состоялось 1 (13) мая 1823 года.
Но средств, выделявшихся городской думой на содержание, было недостаточно. И сад через некоторое время стал выглядеть запущенным. В 1832 году в саду была сделана новая посадка деревьев, а в 1837 — в начале сада построили большую каменную площадку. Здесь устраивали в праздничные дни выступления цыганских хоров с плясками, проводились ярмарки. Директор Московского общества сельского хозяйства С. А. Маслов, посетивший Орёл в 1840 году, в статье в «Орловских губернских ведомостях» писал: «Сад в Орле открыт для всех, содержится, как лучшие московские бульвары, такой сад был бы хорош и в столице». В 1854—1857 гг. была сделана полная реконструкция всех сооружений. Дорожки сада расширили, перед входом разбили цветник, отремонтировали мосты через овраги, устроили воксал для танцев в здании бывшей гауптвахты и беседку для музыкантов духового оркестра. Задолго до революции в городском саду была и бесплатная часть для простого народа. Она располагалась в конце сада и примыкала к зданию тюрьмы. Вход в эту часть был с улицы Садовой (ул. Горького). По аллеям сада в разное время гуляли И. С. Тургенев, Т. Н. Грановский, А. Н. Апухтин, Л. Н. Андреев, Л. Н. Толстой, М. Вовчок. Документы свидетельствуют, что Орловский публичный сад считался лучшим среди других садов губернских городов. После Октябрьской революции сад действительно открыли для всех. В 1925 году построили здание постоянного цирка (на месте киноконцертного зала «Юбилейный»).

### Второе рождение
После освобождения Орла от немецких оккупантов сад представлял собой изрытое траншеями, обожжённое огнём, опустошённое место. Уничтожено было более 40 % насаждений. На опустошённых местах высаживали новые деревья и кустарники. В 1951 году сад переименовали в Парк культуры и отдыха. Над обрывом у Оки, разделяемые глубоким оврагом, находятся две одинаковые каменные с колоннами круглой формы беседки. Беседки спроектированы орловским архитектором поэтом И. А. Ивановым и построены в 1951 году. Построили открытый театр на 900 мест, на сцене которого выступали балерина Ольга Лепешинская, певцы Владимир Нечаев и Геннадий Пищаев, Московский театр оперы и балета, Ленинградский джаз. Начали работать некоторые аттракционы.

### Реконструкция парка
В 1960 году Орловский горисполком принял решение о полной реконструкции парка. Архитектором Орловского проектного института Гипроприбор И. К. Киселёвым был сделан проект. В центре парка построили новый летний театр. Освещение перевели с воздушного на подземно-кабельное. Вместо старого фонтана в 1968 году на центральной аллее соорудили каскадный фонтан. По середине глубокого оврага, идущего из парка к реке, построили широкую каменную лестницу. На «Тургеневском бережке» в честь 150-летия со дня рождения писателя установили бронзовый памятник И. С. Тургеневу. В 1971 году была построена танцверанда площадью 1240 м². 2 августа 1973 года в честь 30-летия освобождения Орла был дан первый концерт в киноконцертном зале «Юбилейный». Общая площадь парка составляет 14,5 гектаров, под зелёными насаждениями — 9, на которой растёт 1,5 тыс. деревьев. Парк является своеобразным культурным центром города. Здесь отмечают народные праздники и знаменательные даты нашей Родины и края.

## Фотогалерея

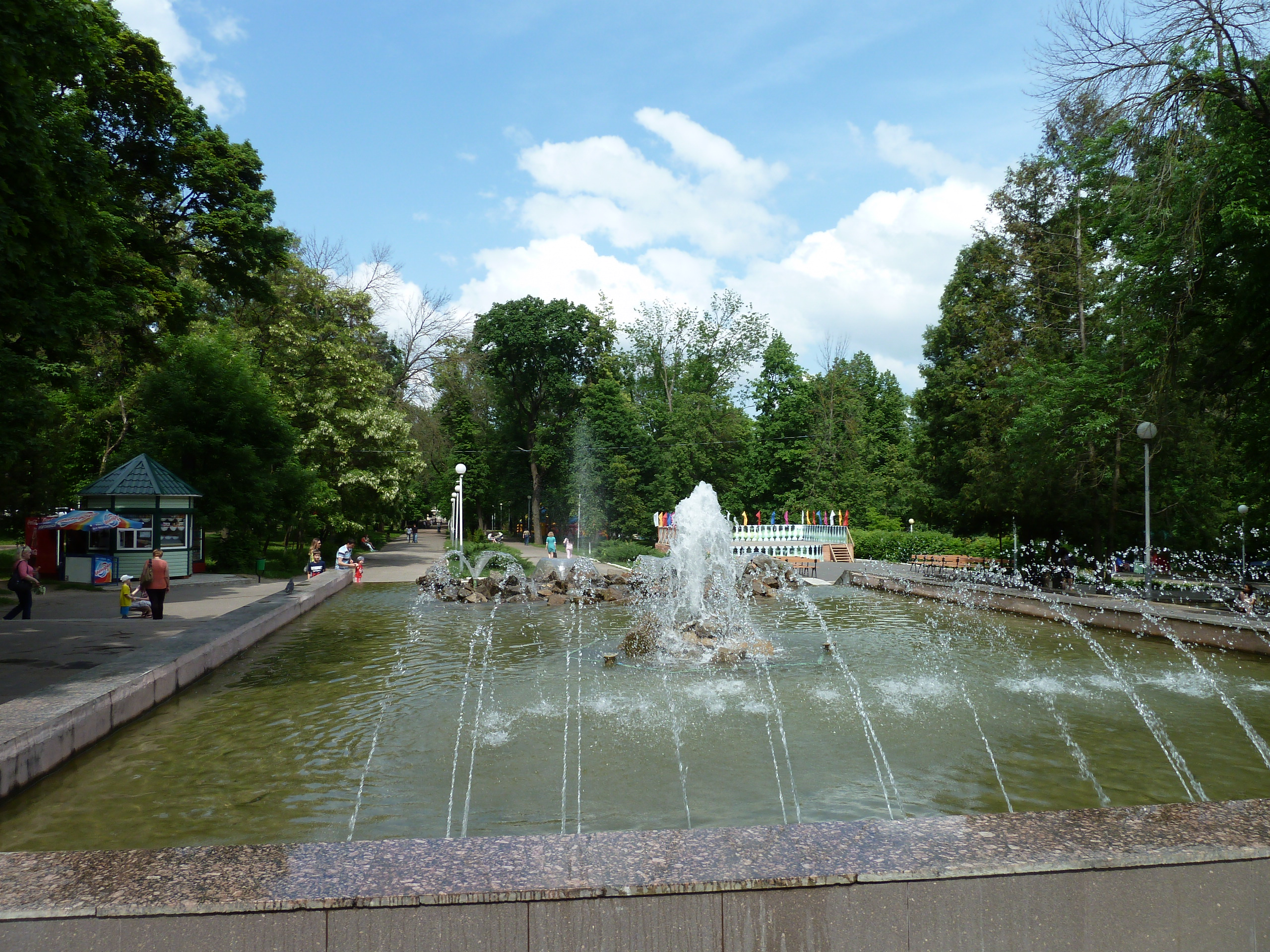
Центральная аллея
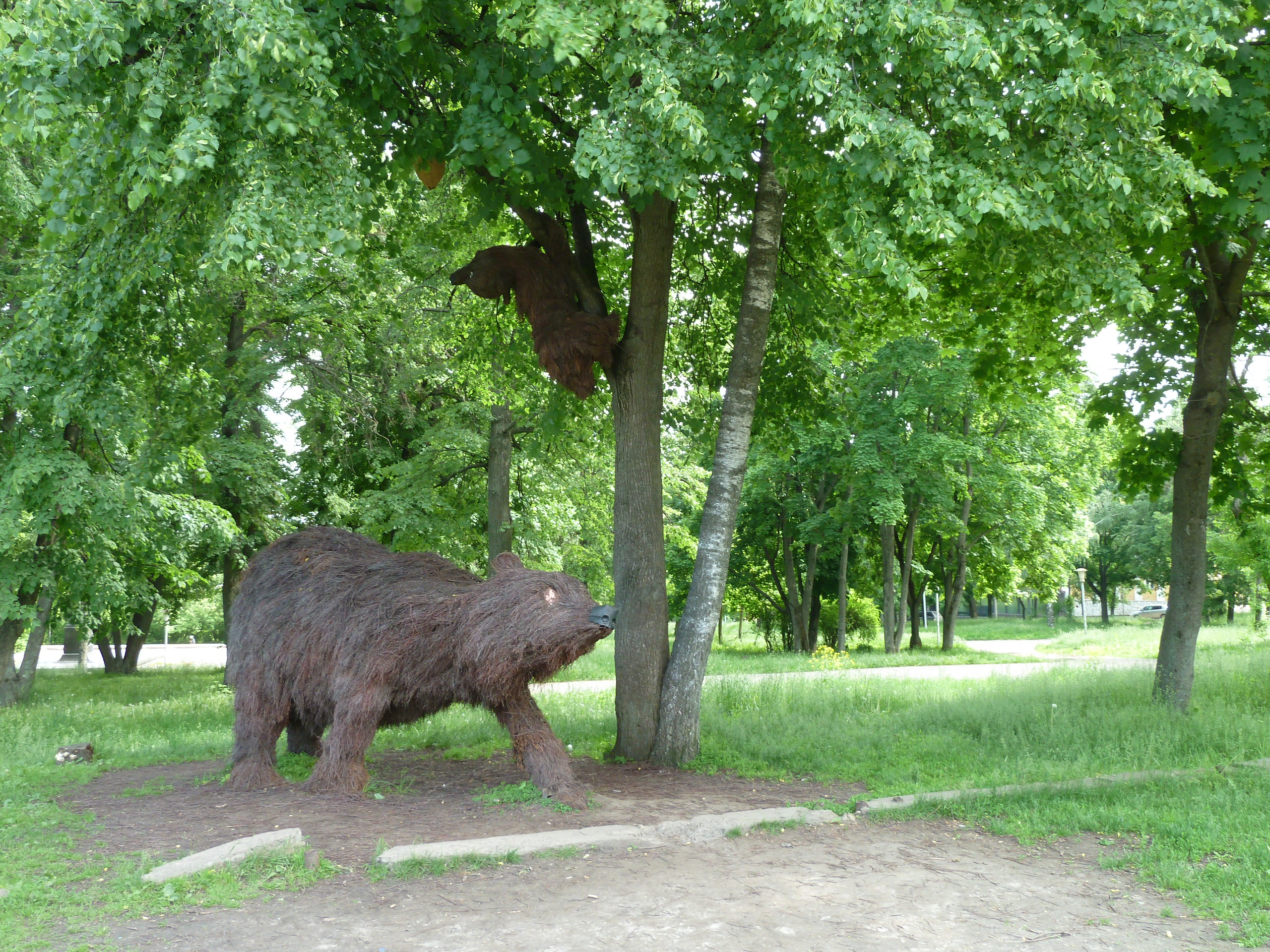
На аллеях парка
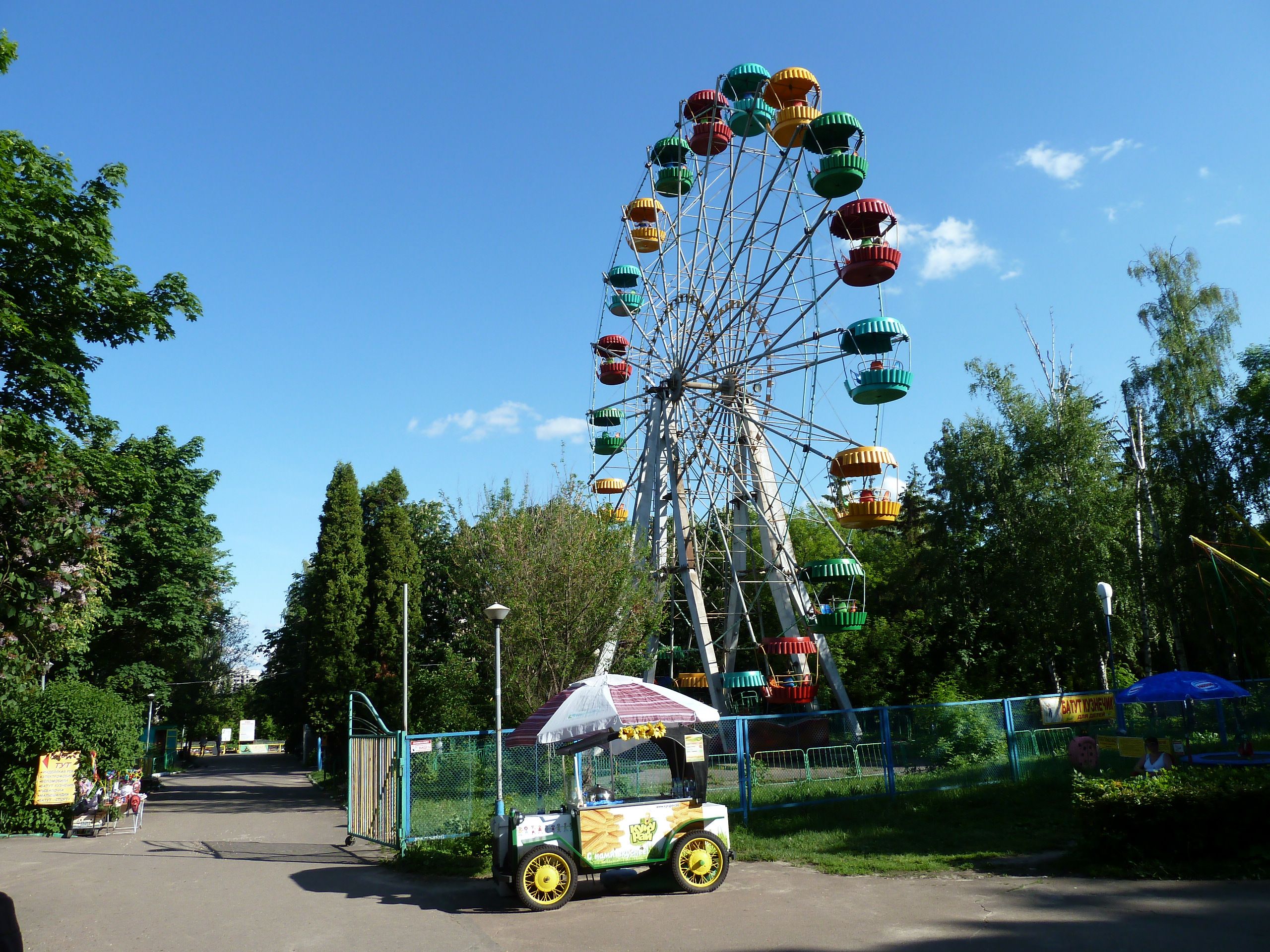
Колесо обозрения
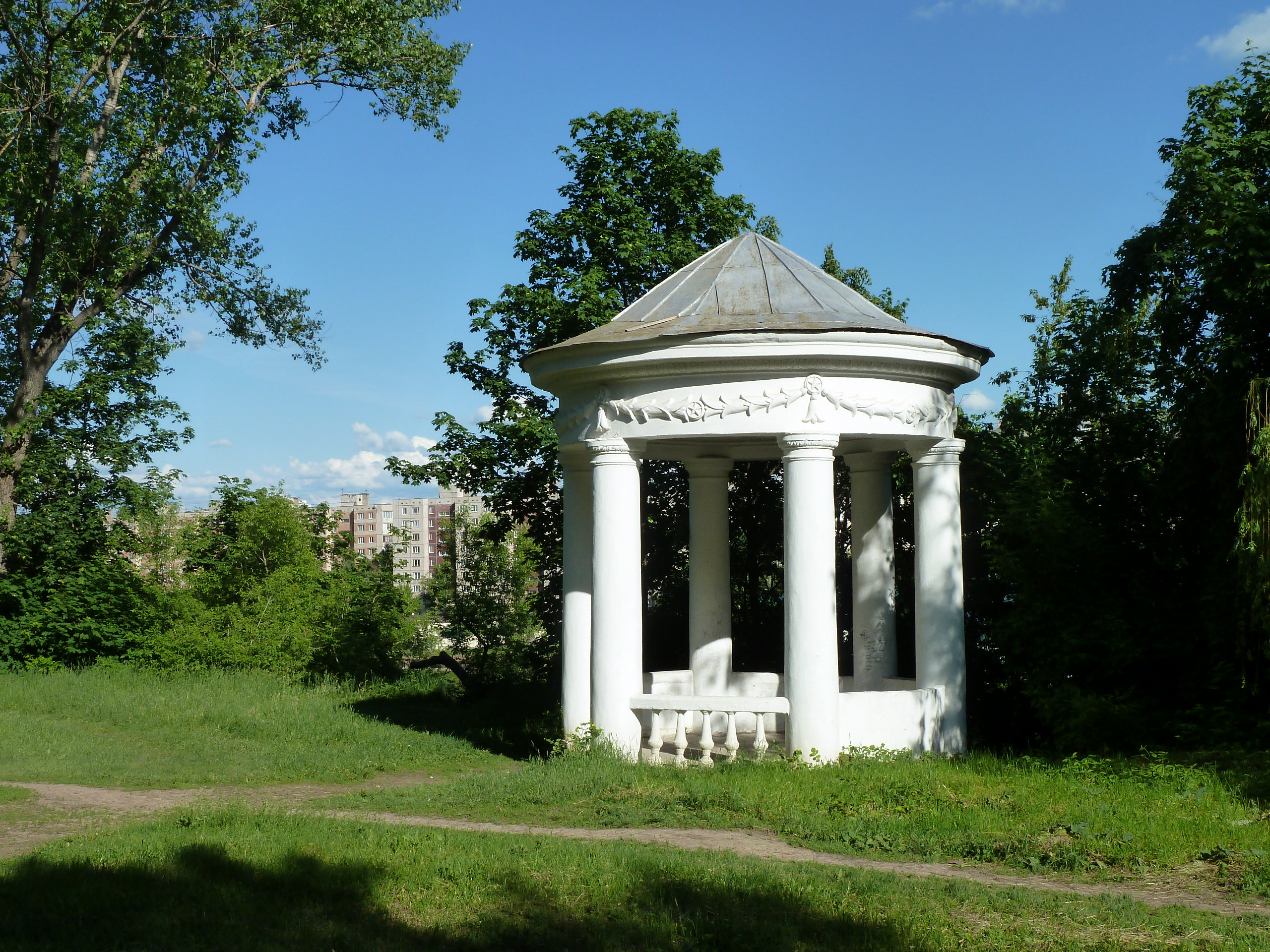
Каменная беседка
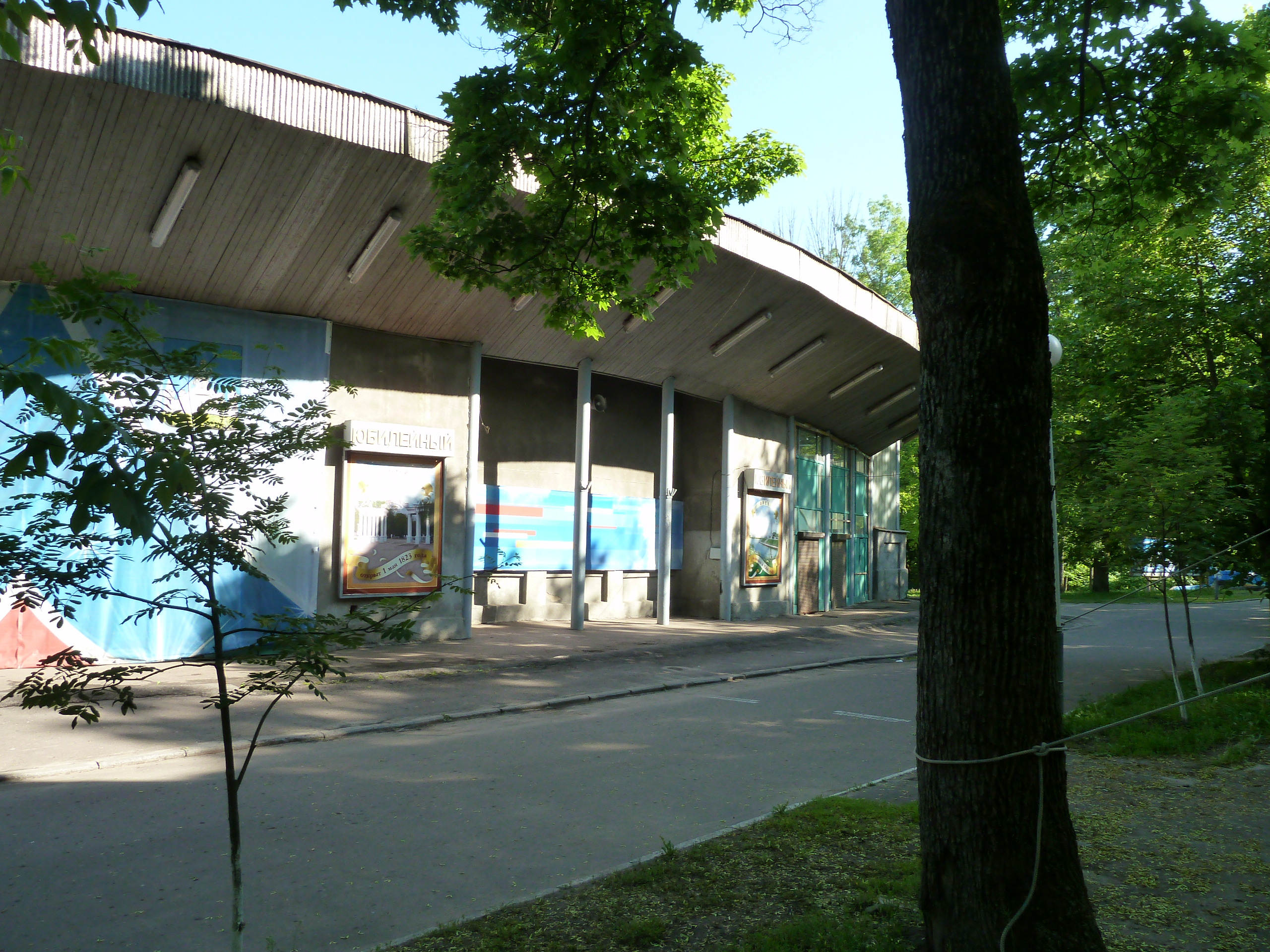
Кинозал «Юбилейный»
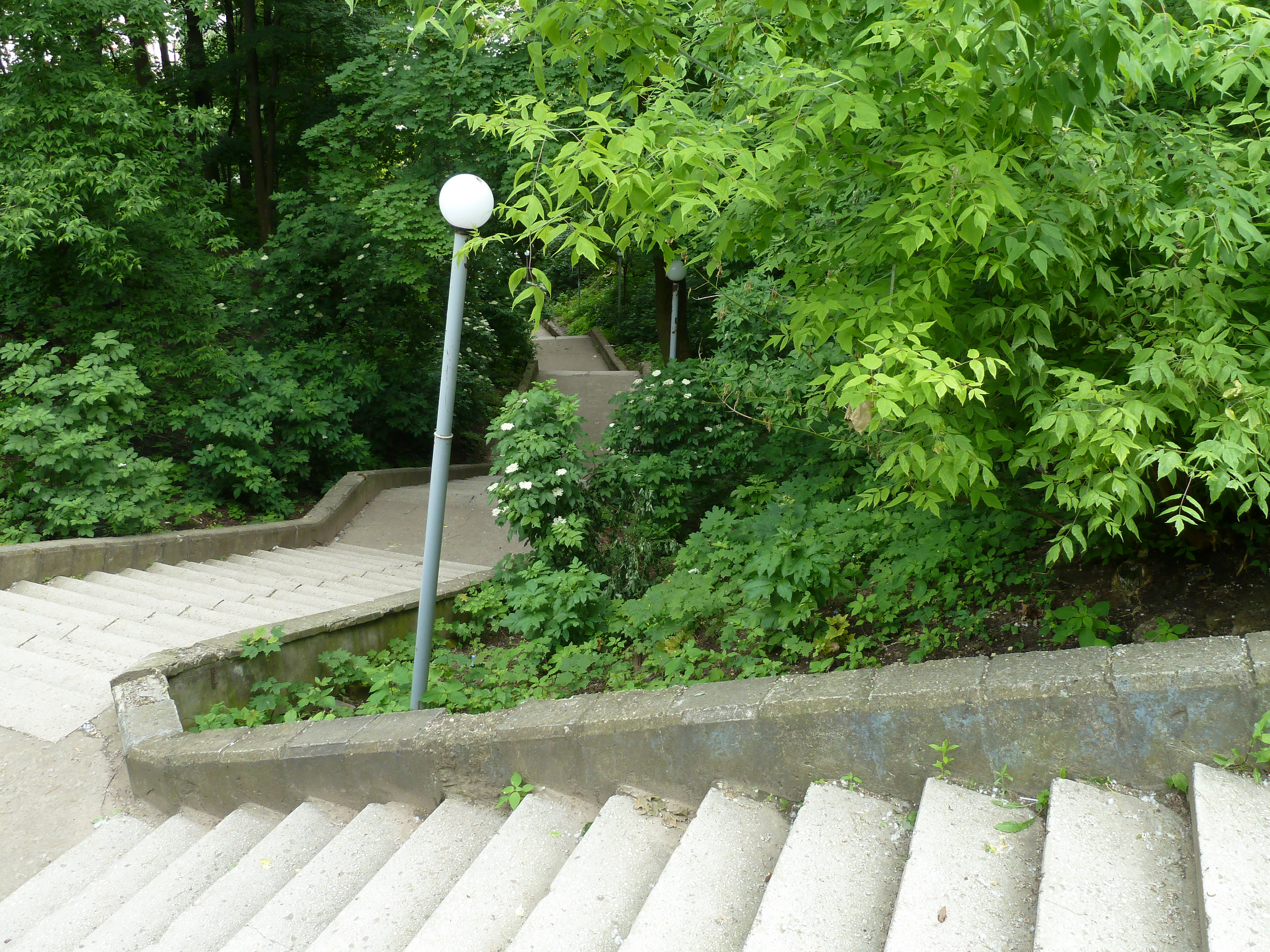
Каменная лестница к Оке
«Тургеневский бережок»